# Abietene
L'Abietene, Abietan-8-ene, è un alchene naturale appartenente ai terpeni; fu descritto per la prima volta da W.T.Wenzell , ottenuto dalla distillazione della resina delle pigne di Pinus sabiniana, specie indigena della California. Secondo T.E.Thorpe , in base dati chimico-fisici forniti da Wenzell e da Sadtler, l'abietene altro non sarebbe stato che l'eptano. L'equivoco, innescato dal fatto che in California era venduta una trementina a base di eptano col nome di Abietene, durò per alcuni decenni sino alla elucidazione della struttura molecolare.
È ottenuto anche per decomposizione dell'acido abietico.

## Proprietà
Odore pungente simile all'olio di arancia. I vapori hanno potere anestetico. 
Si dissolve in 5 parti di alcool etilico 95°, scioglie gli olii volatili ad eccezione dell'olio di ricino.
È attaccato dall'acido nitrico all'ebollizione, con acido cloridrico o cloro in presenza di catalizzatore fornisce prodotti di sostituzione clorurati.
Reagisce con l'acido solforico concentrato, tra gli 0 °C e i 15 °C, per circa 20 ore, fornendo il rispettivo abietensolfonato .

## Usi
Gli abietensolfonati sono tensioattivi usati nell'industria tessile, e si ottengono per solfonazione.